# Apport en droit français
Pour un article plus général, voir Apport (droit).
En droit des sociétés français, l'apport est « le contrat par lequel un associé affecte un bien ou un droit à la société en contrepartie de la remise de titres sociaux ». Cependant l'apport n'est ni un contrat à part entière ni une opération distincte du contrat de société : l'apport manifeste l'intention des associés d'adhérer au pacte social (affectio societatis). En venant donner une substance au patrimoine de la société, l'apport rend possible la réalisation de l'objet social de l'entreprise. L'absence d'apports est sanctionnée par la nullité de la société.

## L'opération d'apport

### La notion d'apport
L'apport est nécessaire à la constitution de la société. Ainsi la société ne peut se constituer si un associé ne promet pas de faire un apport. En revanche, la libération totale de l'apport (c'est-à-dire son paiement) n'est pas toujours obligatoire lors de la constitution de la société. La loi permet parfois que la libération d'une partie de l'apport soit reportée. Il n'est pas nécessaire que les apports des associés soient égaux. Dans ce cas, selon l'article 1843-2, les droits de chaque associé dans le capital sont proportionnels à l'apport.
En outre, l'apport fixe la limite de l'obligation (de la responsabilité) de l'associé. Ainsi, s'il est tenu de libérer l'apport promis, il ne sera pas obligé de consentir à de nouveaux apports en cas d'augmentation de capital (principe de prohibition de l'augmentation des engagements des associés).

### Les conditions de validité de l'apport
L'apporteur doit garantir l'existence de l'apport : la chose doit exister, être dans le commerce et être appréciable en argent. On assimile souvent à cette catégorie les apports de chose sans valeur (brevet tombé dans le domaine public, …). De tels apports fictifs sont frappés de nullité et font perdre à leurs auteurs la qualité d'associés. Pour certains auteurs, un apport fictif entraîne la nullité de la société.
Si un apport est surévalué, l'apporteur est indûment favorisé par rapport à ses coassociés, et les tiers risquent d'être trompés par cette richesse qui n'existe pas. La sanction est en principe une mise en cause de la responsabilité éventuellement pénale de l'apporteur.
L'apport doit être fait sans idée de fraude (dans le seul but d'échapper à un créancier, …).

## L'objet de l'apport
L'article 1843-3 du code civil français consacre la distinction traditionnelle entre trois types d'apports. L'objet de l'apport peut consister en un bien (apport en nature), une somme d'argent (apport en numéraire), voire une compétence ou une prestation (apport en industrie).

### Apport en nature
Au-delà des apports en numéraire, les associés peuvent également apporter des meubles ou des immeubles. Il importe peu que le bien apporté soit un meuble corporel (matériel, machines, terrain, véhicule) ou incorporel (fonds de commerce, brevet, clientèle, créances, actions sociales…). Tout bien dans le commerce juridique peut ainsi faire l'objet d'un apport de la part de celui qui en est propriétaire et possède le pouvoir d'effectuer une telle opération. Contrairement à l'apport en numéraire, l'apport en nature doit être libéré immédiatement
L'apport en nature pose la question de son évaluation afin de déterminer la valeur du bien et donc des droits sociaux qui seront attribués à l'associé en contrepartie de son apport. D'une manière générale, les associés peuvent être tentés de surévaluer le montant des apports. Collectivement, cela leur sert à gonfler fictivement le capital social (et ainsi mettre en confiance les créanciers). Individuellement, ils pourront percevoir plus de droits sociaux, c'est-à-dire plus d'actions ou de parts sociales (par exemple, si les titres sont à 100 euros, un même bien, évalué à 10000 ou 15000 euros, permettra d'avoir 100 ou 150 titres, sans que la valeur réelle du bien ne diffère). C'est pourquoi des règles d'évaluation des apports en nature sont prévues par la loi.

#### Dans la SARL
L'article L. 223-9 du Code de commerce prévoit que les statuts doivent contenir l'évaluation de chaque apport en nature. Cette évaluation est établie par un commissaire aux apports (expert-comptable) désigné à l'unanimité des futurs associés ou à défaut par une décision de justice. L'opération génère des coûts non négligeables, et le législateur a parfois allégé le contrôle pour tenir compte de cette contrainte financière
Ainsi, les associés peuvent décider à l'unanimité qu'ils n'auront pas recours à un commissaire aux apports. Ceci est permis lorsque la valeur d'aucun apport en nature n'excède un certain montant, fixé par décret, et si la valeur totale de l'ensemble des apports en nature n'excède pas la moitié du capital.
Le dernier alinéa de l'article L.223-9 indique que "lorsqu'il n'y a pas eu de commissaire aux apports ou lorsque la valeur retenue est différente de celle proposée par le commissaire aux apports, les associés sont solidairement responsables pendant cinq ans, à l'égard des tiers, de la valeur attribuée aux apports en nature lors de la constitution de la société". Autrement dit, les associés devront payer sur leur patrimoine personnel les dettes de la société pour un montant équivalent à la différence existant entre la valeur réelle des apports et la valeur qu'ils ont retenu pour la constitution de la société. Il convient de relever que cette responsabilité est solidaire, ce qui signifie que chaque associé est tenu de toute cette valeur (et non pas de la seule fraction qu'il détient dans le capital social), à charge pour celui qui a payé, de se retourner contre les autres associés pour obtenir remboursement partiel de la dette.
Enfin, l'article L. 241-3 du Code de commerce dispose qu'« est puni d'un emprisonnement de cinq ans et d'une amende de 375 000 euros :
1° Le fait, pour toute personne, de faire attribuer frauduleusement à un apport en nature une évaluation supérieure à sa valeur réelle ».

#### Dans la société anonyme
En cas d'augmentation de capital (c'est-à-dire d'émission des actions en cours de vie sociale), la question est réglée par l'article L. 225-147 du Code de Commerce. Ainsi, "en cas d'apports en nature ou de stipulation d'avantages particuliers, un ou plusieurs commissaires aux apports sont désignés par décision de justice. Ces commissaires apprécient, sous leur responsabilité, la valeur des apports en nature et les avantages particuliers".

### Apport en numéraire
Dans l'apport en numéraire (somme d'argent), on distingue la promesse d'apport (la souscription) et son paiement (la libération). La loi autorise en effet, dans certaines sociétés, que l'apport en numéraire ne soit pas entièrement libéré lors de la souscription des droits sociaux.
Une partie de l'apport est alors libérée au moment de la création de la société, le reste doit intervenir dans un laps de temps déterminé. La libération des apports est en effet encadrée afin de protéger les créanciers de la société (en assurant la réalité de la consistance du capital social). Par exemple, dans les Sociétés à responsabilité limitée, le capital social doit être libéré d’au moins un cinquième lors de la constitution, le solde dans les 5 ans de l’immatriculation de la société au RCS et dans les Sociétés Anonymes le capital social doit être libéré de la moitié au moins lors de la constitution, le solde devant être versé dans le délai maximum de 5 ans à compter de l’immatriculation au Registre du commerce et des sociétés. Au contraire, pour certaines sociétés, la liberté en ce domaine est totale. Les associés d'une société en nom collectif ou d'une société civile pourraient parfaitement libérer leurs apports 99 ans après la création de leur société. Mieux, la libération pourrait intervenir par affectation des bénéfices réalisés. Comme le soulignent certains auteurs, « cette grande liberté tempère considérablement le principe de l'exigence des apports posé par l'article 1832 du Code civil .
Quoi qu'il en soit, lorsque l'associé n'exécute pas volontairement son obligation, il peut y être contraint par ses coassociés ou par les créanciers sociaux, tant par la voie de l'action oblique que par la voie d'une action directe que leur a reconnu la jurisprudence. De plus, tout intéressé peut solliciter en référé la désignation d'un mandataire chargé de procéder aux appels de fonds lorsqu'il n'a pas été procédé à ces appels dans le délai légal et que le dirigeant est resté inactif.
La nature de l'apport en numéraire peut varier : on peut apporter la pleine-propriété, la nue-propriété, l'usufruit ou la jouissance des sommes. Pour un apport en jouissance d'un corps certain, si la société-personne morale fait faillite, le bien apporté échappera à l'action des créanciers sociaux puisqu'il ne fait pas partie du patrimoine social. Les apports  en jouissance de « choses de genre », dont la monnaie n'est qu'une espèce, ne sont pas soumis au même régime (article 1843-3 du Code civil ). En cas de liquidation judiciaire, l'associé ne sera nullement certain de récupérer ses fonds, spécialement si la totalité de l'actif s'est volatilisée.

### Apport en industrie
L'apport en industrie est l'apport d'une activité professionnelle (connaissance technique, expérience, savoir-faire). L'industrie est le travail que l'associé s'engage à exécuter au profit de la société, ou les compétences particulières qu'il s'engage à mettre en œuvre. En revanche, il ne peut exister de lien de dépendance entre l'associé et la société puisqu'on aurait alors un contrat de travail.
L'associé a l'obligation d'exécuter ce qu'il a promis d'apporter en industrie, et ne peut promettre en industrie au profit d'une autre société.
L'apport en industrie n'est pas possible dans les sociétés anonymes, le législateur souhaitant pour celles-ci une protection accrue du gage des créanciers sociaux. Il est autorisé dans les sociétés dites de personnes, sociétés civiles et sociétés en nom collectif, sous réserve d'une clause statutaire dans les sociétés à responsabilité limitée et, à compter du 1er janvier 2009, pour les sociétés par actions simplifiées. Pour en faciliter l'évaluation, nécessaire à la remise des droits sociaux correspondants, la loi dispose que, sauf clause contraire, la part qui revient à l'apporteur en industrie est égale à celle de l'associé qui a le moins apporté en nature ou numéraire. Ces parts-ci sont d'une nature un peu particulière. Elles ouvrent un droit de vote et un droit au dividende ainsi qu'au boni de liquidation, mais sont attachées à la personne de l'apporteur. Ainsi, ces parts sont incessibles et doivent être annulées lorsque leur titulaire perd la qualité d'associé pour quelque cause que ce soit.  La situation est d'autant plus difficile pour l'apporteur en industrie qu'il lui est impossible de se substituer un tiers pour poursuivre sa contribution.

## La nature de l'apport
L'apport en nature et, parfois, l'apport en numéraire peuvent différer dans leur nature. Cela signifie que l'associé peut moduler la nature des droits qu'il consent à la société sur le bien ou la somme qu'il apporte.

### Apport en pleine-propriété
Lorsqu'un associé transfère son droit de propriété qu'il a sur un bien. En contrepartie, il recevra des droits sociaux à hauteur de la valeur.

### Apport d'un droit réel démembré
C'est l'apport d'un démembrement de la propriété. On peut apporter soit l'usufruit soit la nue-propriété. Il s'agit donc d'apporter un droit réel sur une chose.

#### Apport en usufruit
Le propriétaire (futur associé) est devenu nu-propriétaire. La société pourra utiliser le bien (usus) et en percevoir les revenus de la chose (fructus). La société ne disposera pas de l'abusus qui restera au nu propriétaire.
Avantage : les charges, les risques sont transférés à la société. Quand l'usufruit prendra fin, l'apporteur retrouvera la pleine propriété.

#### Apport en nue-propriété
La société dispose de l'abusus. Elle peut donc disposer de la chose (la vendre, la céder, la nantir, etc.). L'apporteur conserve l'usus et le fructus.

### Apport en jouissance
Un bien est mis à disposition de la société, pour un temps déterminé, sans qu'il y ait de transfert de propriété au profit de la société. Ici on apporte un droit qui, peut sembler se réduire à l'usus, mais qui est en réalité un droit de nature personnelle (comme celui du locataire contre son bailleur).
Il faut distinguer le type de bien mis en jouissance. Si c'est un corps certain, la société ne pourra pas le vendre mais uniquement s'en servir. Les risques de perte ou de détérioration restent en principe à la charge de l'apporteur. Au moment de la dissolution de la société, l'apporteur en jouissance récupère son bien. Il le récupère et les créanciers n'ont aucun droit sur le bien. Si c'est une chose fongible : L'apport en jouissance va entrainer le transfert de propriété. À charge pour la société de rendre une quantité et une qualité de valeur identique. Ex : une voiture de série